# بخش تپه‌های جینتیا غربی
بخش تپه‌های جینتیا غربی (به انگلیسی: West Jaintia Hills district) یک منطقهٔ مسکونی در هند است که در مگالایا واقع شده‌است. بخش تپه‌های جینتیا غربی ۱٬۶۹۳ کیلومتر مربع مساحت و ۲۷۰٬۳۵۲ نفر جمعیت دارد.